# Lachambre
Lachambre település Franciaországban, Moselle megyében. Lakosainak száma 913 fő (2022. január 1.). Lachambre Altviller, Biding, Macheren, Vahl-Ebersing és Valmont községekkel határos.

## Népesség
A település népességének változása:
| Lakosok száma | 473  | 616  | 682  | 710  | 829  | 875  | 914  | 932  | 926  | 913  |
|               | 1968 | 1982 | 1990 | 2006 | 2013 | 2015 | 2017 | 2019 | 2020 | 2022 |